# Walsrode
Walsrode település Németországban, azon belül Alsó-Szászország tartományban. Lakosainak száma 30 890 fő (2023. december 31.). Walsrode Kirchlinteln, Häuslingen és Böhme községekkel határos.

## Fekvése
Brémától délkeletre, Soltautól délnyugatra fekvő település.

## Története

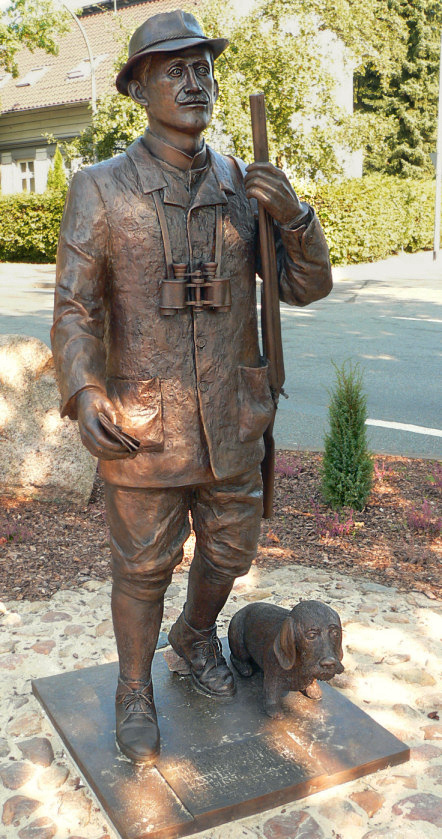
Hermann Löns bronzszobra Walsrodeban

Walsrode-t a 986-ban épített apácakolostor környékén megtelepedett kézművesek és kereskedők utódai alapították. Óvárosa 1757-ben egy tűzvészben pusztult el, ezáltal korabeli épületeiből csak néhány maradt fenn, köztük a 18. század elején épített kolostor és az ahhoz tartozó templom, melynek belsejét a város szülötte, Hans Brüggemann által alapított kőfaragóműhelyben és festőiskoláéban készített alkotások díszítik. Román és gótikus stílusban épült temploma 1400-ból való.
Walsrode helytörténeti múzeumában található Hermann Löns hagyatéka.
A város közelében, attól északkeletre található egy természetes környezetében létrehozott madárpark (Vogelpark), amelyben 3800 madárfajtát tartanak nyilván a világ minden részéről.

## Nevezetességek
- Kolostor
- Kolostortemplom
- Helytörténeti múzeum
- Madárpark (Vogelpark)

## Itt születtek, itt éltek
- Hans Brüggemann kőfaragómester
- Hermann Löns költő

## Galéria

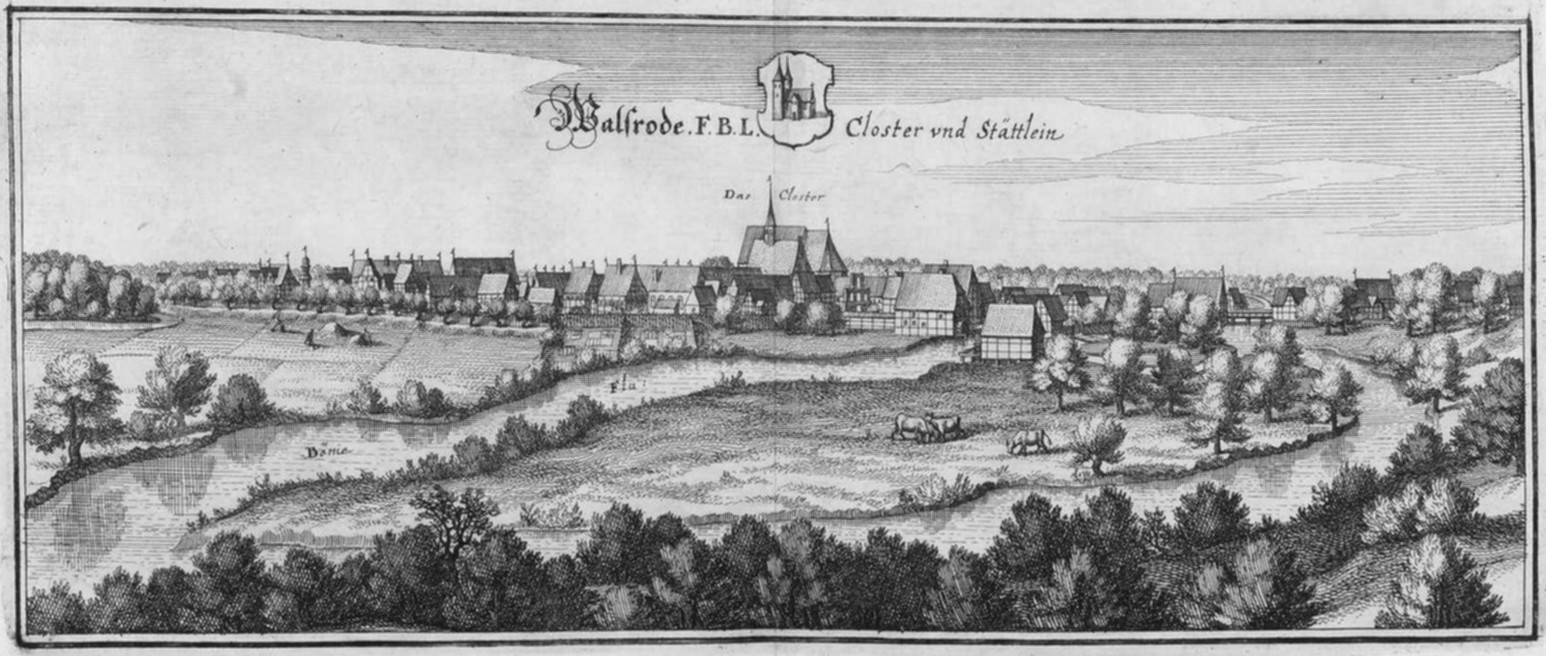
Walsrode 1654-ben
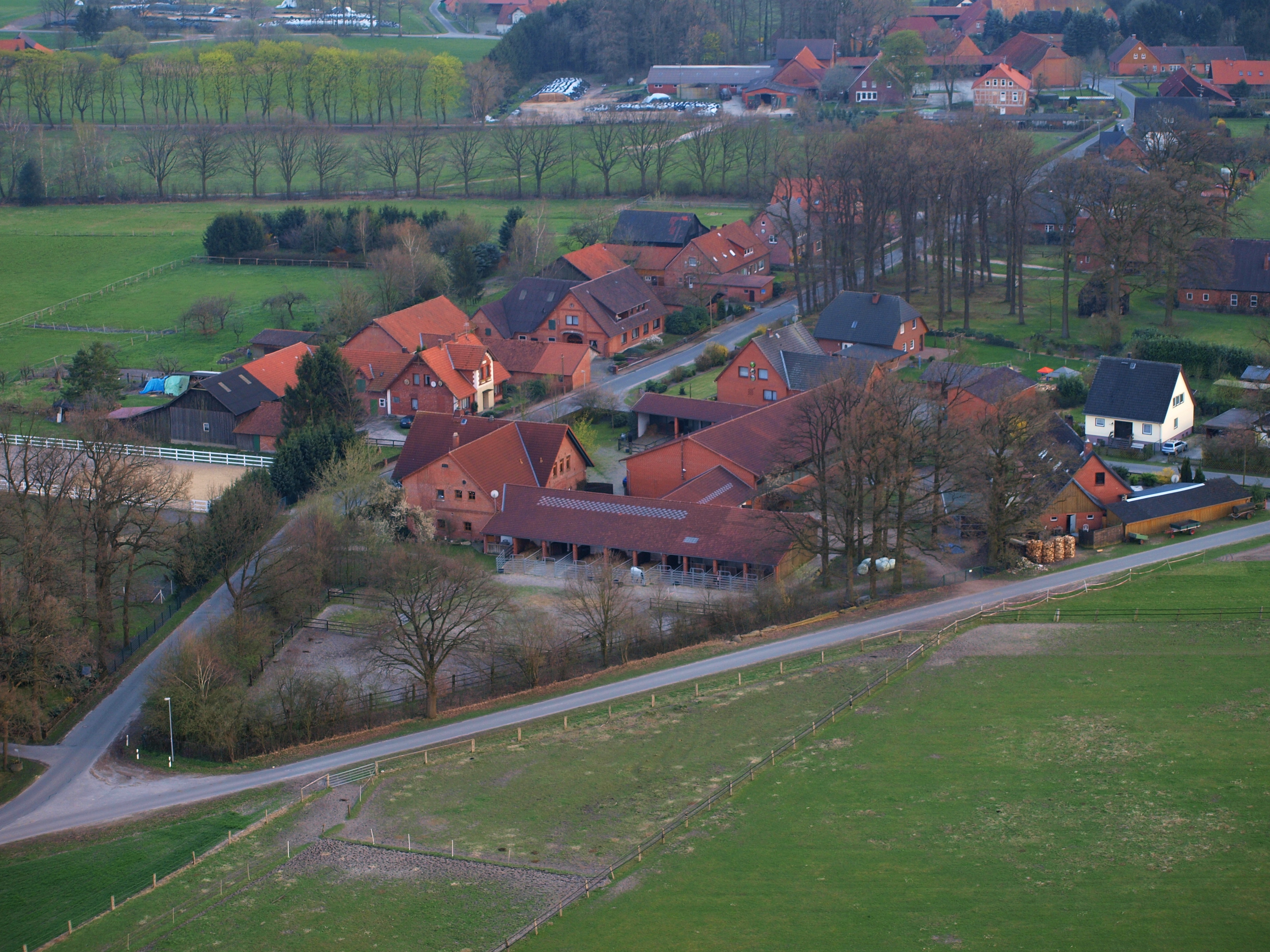
A város látképe
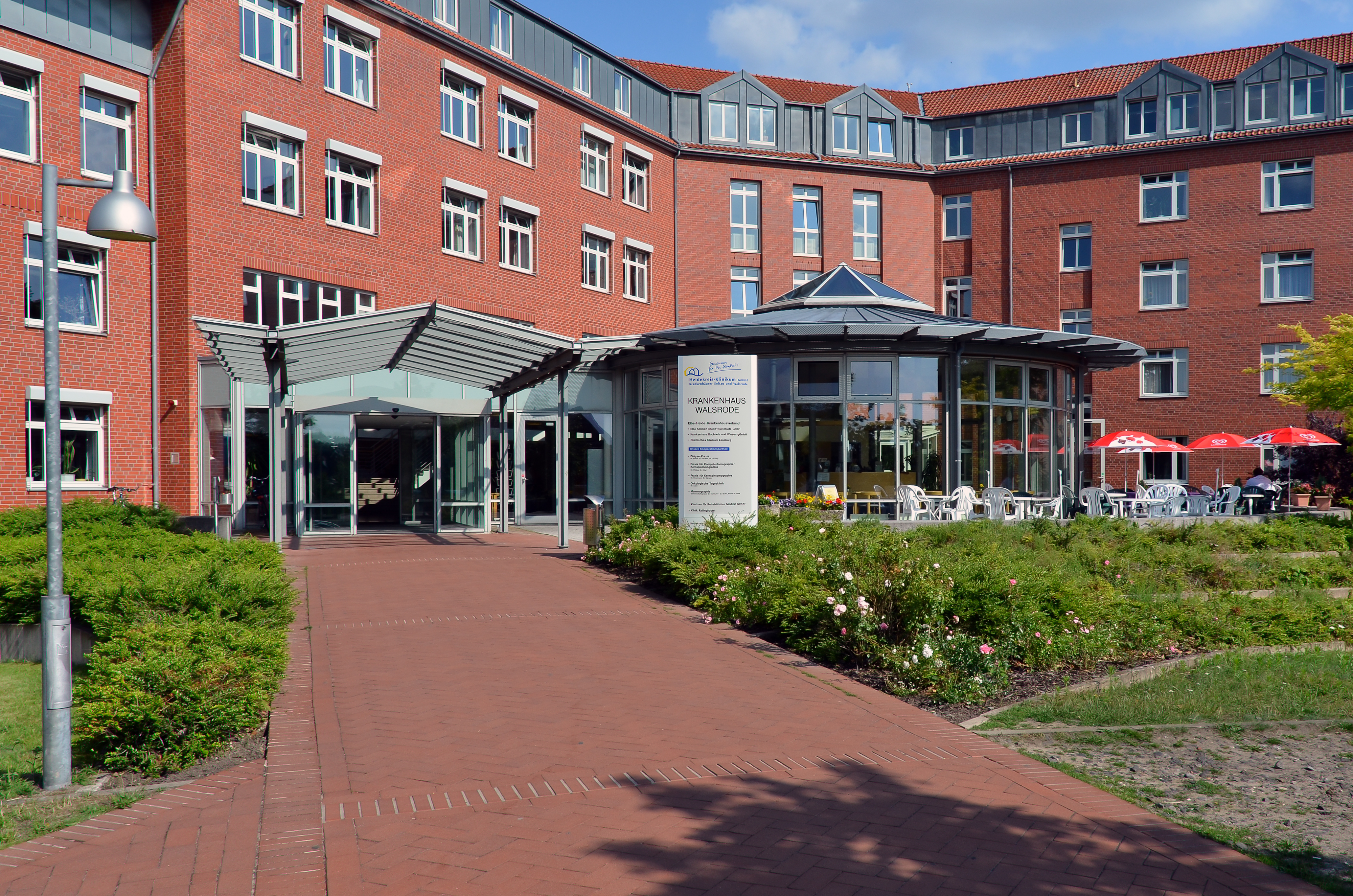
A Klinika épülete
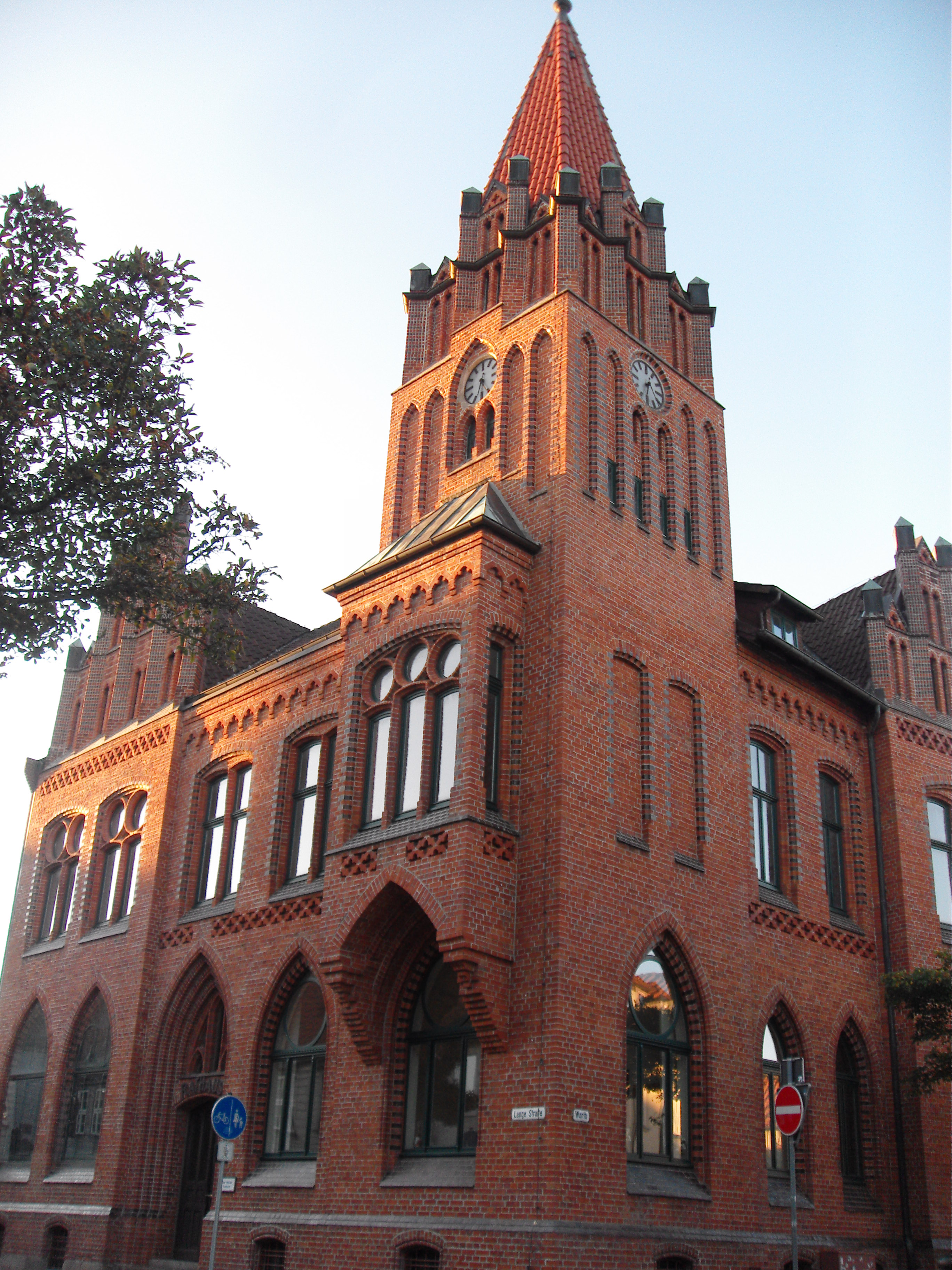
A Városháza (Rathaus)
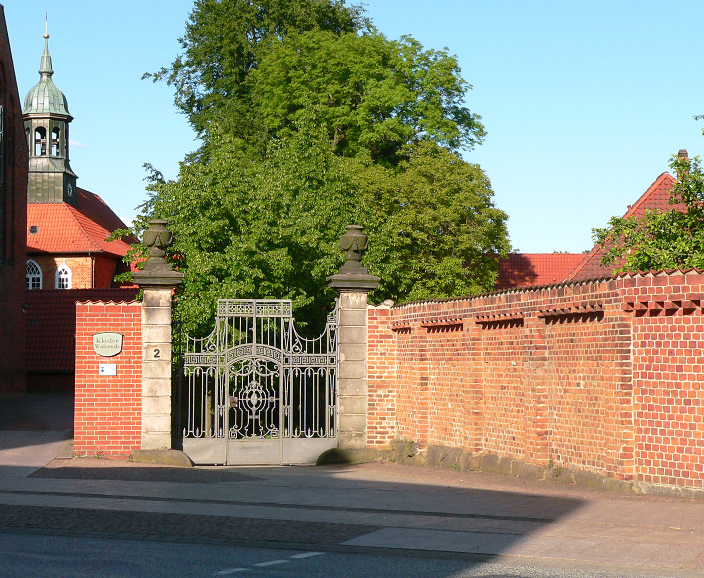
A kolostor épülete Walsrodeban
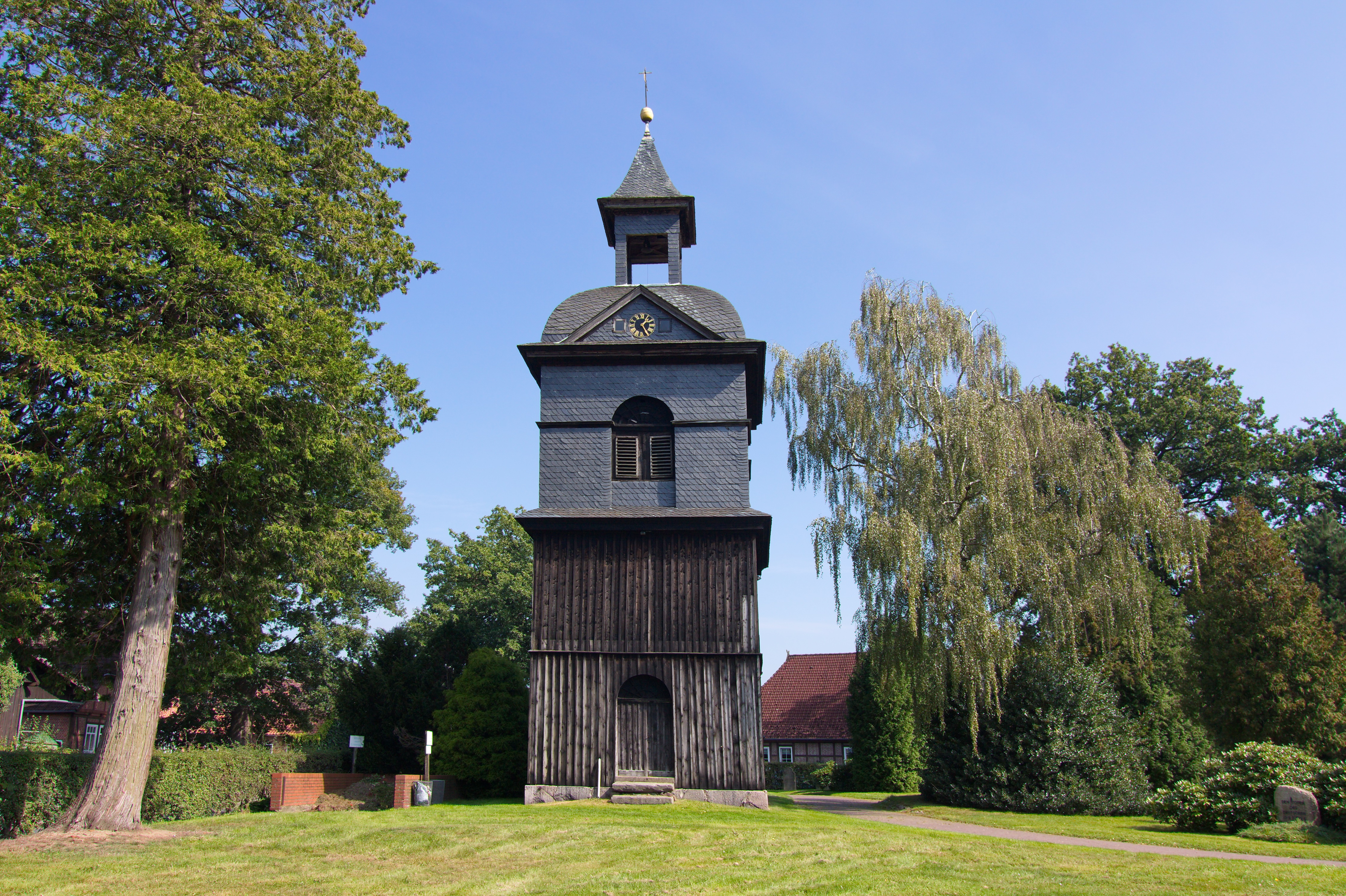
Szt. Johannes templom
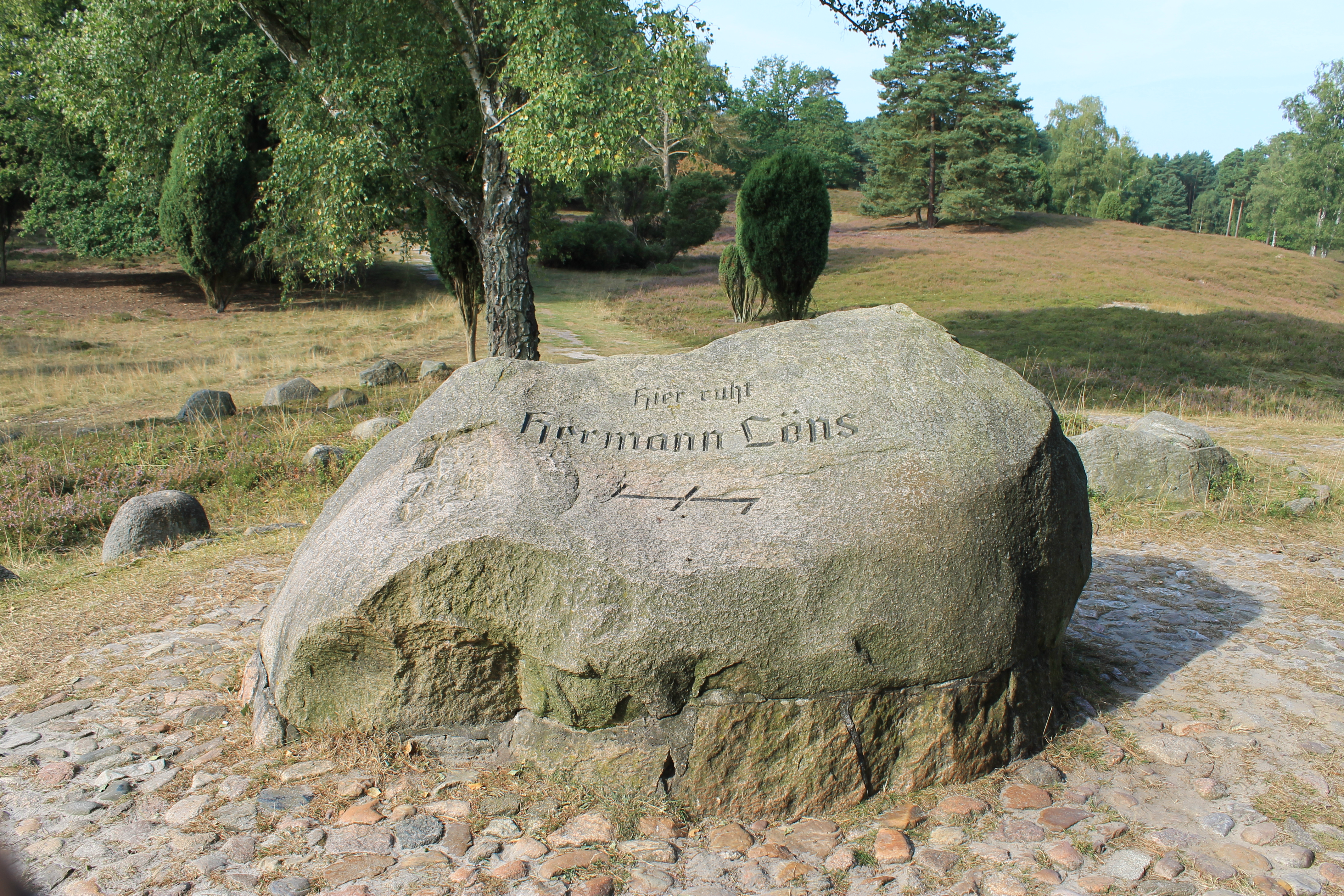
Hermann Löns emlékmű
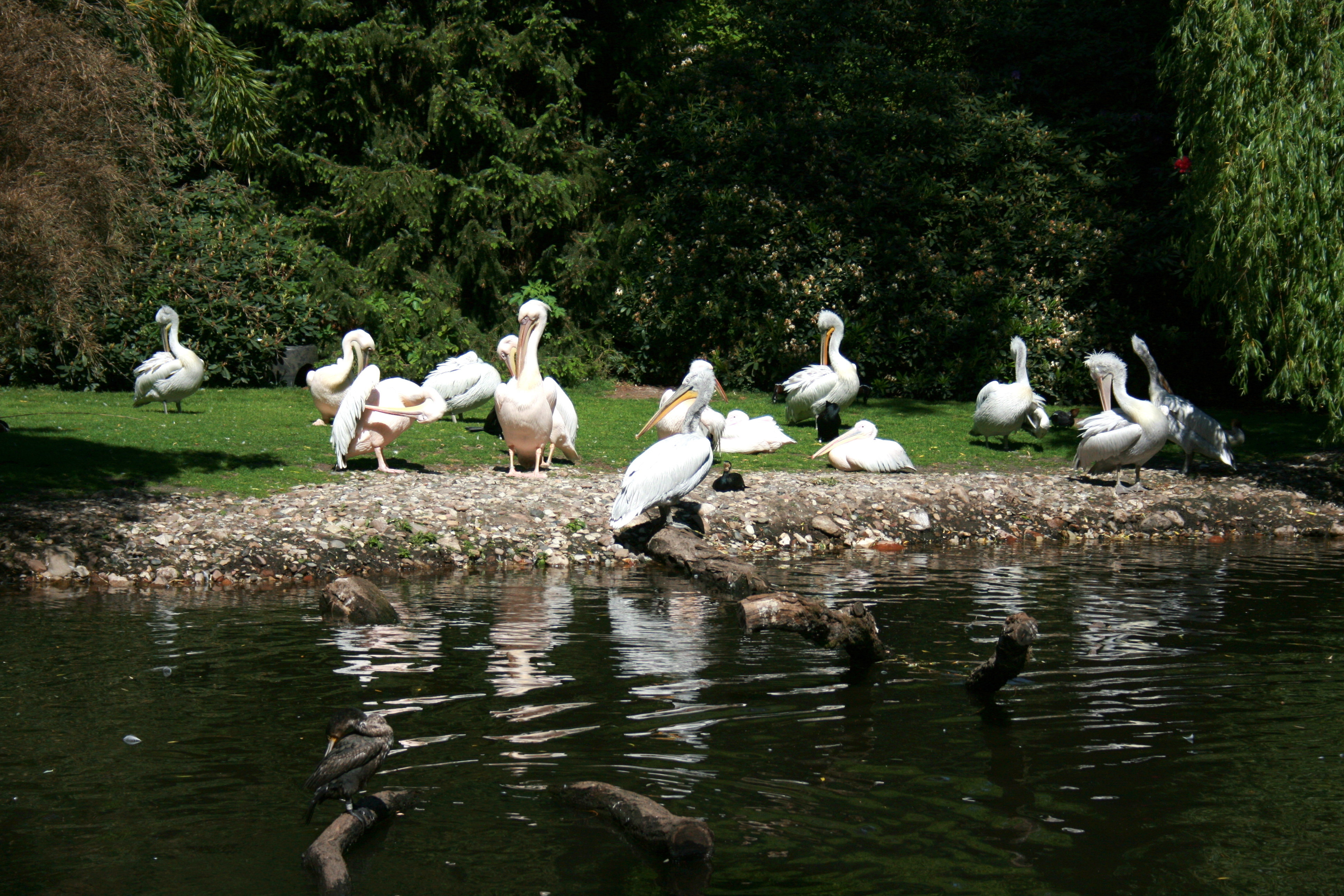
Vogelpark, Walsrode

## Népesség
A település népességének változása:
| Lakosok száma | 23 262 | 23 139 | 23 089 | 23 068 | 30 370 | 30 819 | 30 890 |
|               | 2014   | 2016   | 2017   | 2019   | 2021   | 2022   | 2023   |